# Sverker Johansson (journalist)
Sverker Johansson, född 27 september 1967 i Stockholm, är en svensk mediaproducent, journalist, fotograf och manusförfattare.
Johansson producerar tidningsmagasin och TV inom de areella näringarna, främst skogsbruk och skogsindustri. Han har vunnit ett antal internationella priser för sina filmmanus i samarbete med filmproducenten Johan Heurgren.
År 2010 tilldelades han Kungl. Skogs- och Lantbruksakademiens silverplakett för att ”på ett förtjänstfullt sätt väckt intresse för de areella näringarna”.

## Utmärkelser
- Kungliga Skogs- och Lantbruksakademiens Silverplakett, bl.a. för grundandet av det interaktiva beslutsstödet Kunskap Direkt för skogsägare.
- Intermedia-Globe Gold 2004, World Media Festival Hamburg för filmen ”Skogens Kulturarv”.
- Intermedia-Globe Silver 2004, World Media Festival Hamburg för filmen ”Jag skulle bara…” åt LRF.
- Guldklappan 2003. Sveriges Informationsförenings och Bildleverantörernas Förenings filmpris för “Skogens Kulturarv”.
- The Silver Screen Award 2002, US International Film and Video Festival för filmen “Skogforsk – a short presentation”.
- The Silver Screen Award 2001, US International Film and Video Festival för reklamfilmen “PEFC”.